# ملی‌گرایی آذربایجانی

پرچم جمهوری آذربایجان

ملی‌گرایی آذربایجانی یا ملی‌گرایی آذری یا آذربایجان‌گرایی ادعای ملت بودن آذربایجانی‌ها و اندیشه ارتقای وحدت فرهنگی آذربایجانی‌هاست. روند شکل‌گیری ناسیونالیسم در جمهوری آذربایجان از نیمه دوم قرن نوزدهم آغاز شد. عقاید آذربایجانی عمدتاً توسط ایدئولوگ‌ها و بنیانگذاران دولت آذربایجان در آغاز قرن بیستم تعریف شد و در نتیجه این اندیشه‌ها همراه با مردم آذربایجان دولتی به نام جمهوری خلق آذربایجان را تأسیس کردند. ناسیونالیسم در آذربایجان با توجه به محتوا و اهمیت خود ناسیونالیسم لیبرال بوده است. این را می‌توان در سیاست خارجی و داخلی جمهوری دمکراتیک آذربایجان به وضوح دید. سیاست داخلی آنها مبتنی بر اصول آزادی فردی، برابری، همبستگی و کثرت‌گرایی بود. برخی نیز معتقدند ملی‌گرایی آذری در نتیجه برنامه پان‌ترکیسمی بیان شده در طول انقلاب اکتبر و تاریخ‌نگاری در اتحاد جماهیر شوروی ایجاد شده است.